# Sibyllan i Cumae

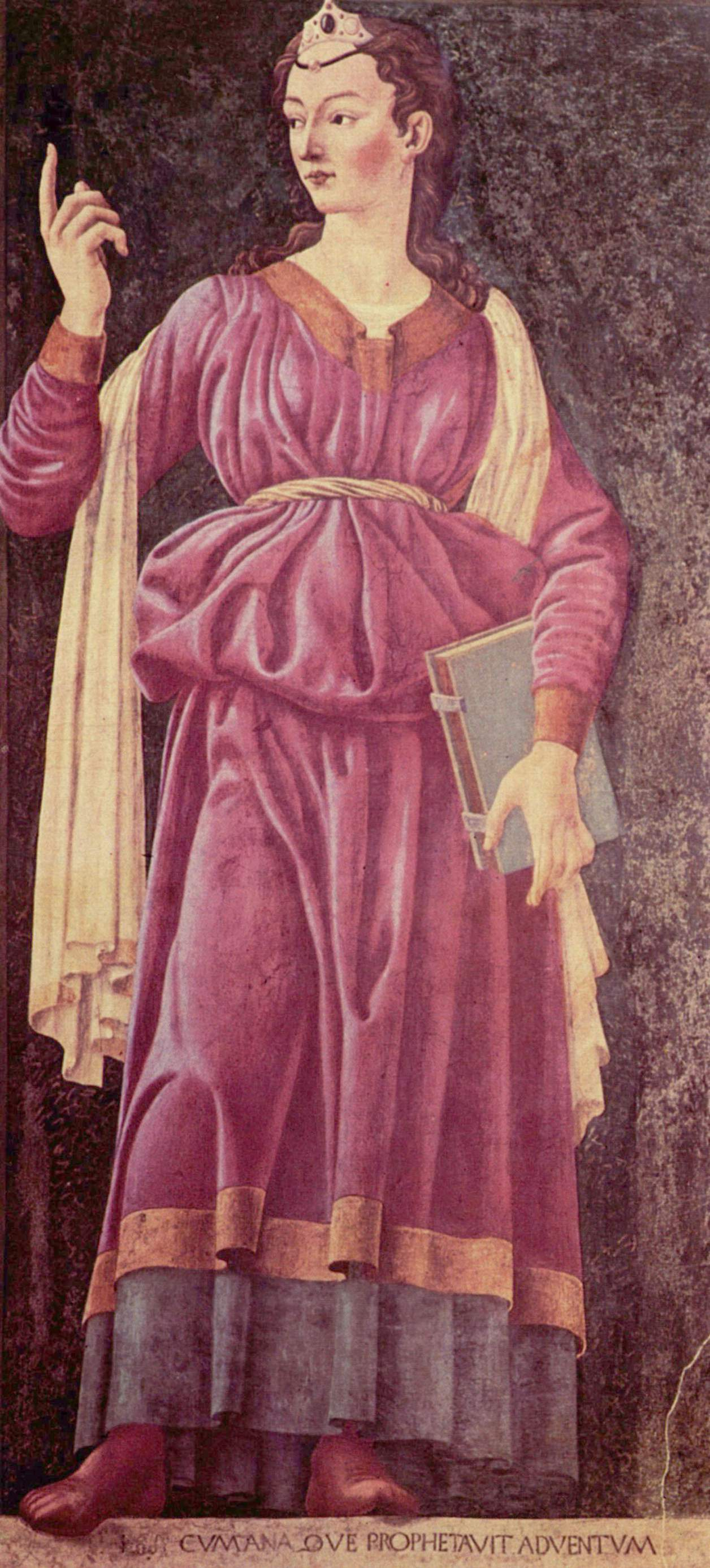
Andrea del Castagno: Sibyllan i Cumae

Sibyllan i Cumae alternativt den Cumaeiska Sibyllan, var titeln för Apollons orakelprästinna i den grekiska staden Cumae i Italien under antiken. Det var en av många orakel som fanns i den grekiska världen, men blev berömd i Rom för den roll dess innehavare spelade i Roms traditionella historia: det var från henne Rom fick de sibyllinska böckerna, vilka konsulterades då staten var i kris. 